# شهرداری آرانی
شهرداری آرانی (به اسپانیایی: Arani Municipality) یک شهرداری در بولیوی است که در استان ارانی واقع شده‌است. شهرداری آرانی ۲۱۴ کیلومتر مربع مساحت و ۱۱٬۵۴۲ نفر جمعیت دارد.